# Elektriciteitscentrale Gersteinwerk
De Elektriciteitscentrale Gersteinwerk ligt bij Werne in het stadsdeel Stockum in de Duitse deelstaat Noordrijn-Westfalen aan de rivier de Lippe.
De centrale is vernoemd naar de Duitse politicus en manager in de water- en elektriciteitsvoorziening Karl Gerstein (1864-1924).
- De blokken A t/m E waren eigendom van de Vereinigte Elektrizitätswerke Westfalen (VEW). Ze gebruikten steenkool uit de omliggende mijnen, en zijn in 1991/1992 afgebroken.
- De blokken F, G, H en I zijn voorzien van 427 MW Siemens-stoomturbines en werken op aardgas. Deze blokken worden als reservevoorziening ingezet.
- Blok K, het nieuwste blok, met een capaciteit van 620 MW, kan werken op zowel aardgas als steenkool. De steenkool wordt aangeleverd via het Datteln-Hammkanaal en per spoor. Het steenkool-gedeelte zal per 2019 worden stilgelegd.
- Er zijn plannen voor de bouw van een blok L op aardgas (GuD-Gersteinwerk).[1]

Naast de centrale staan drie grote koeltorens.
| Blok           | brandstof         | vermogen | bouw      | ingebruikname | stillegging                         | status     |
| -------------- | ----------------- | -------- | --------- | ------------- | ----------------------------------- | ---------- |
| A–E (voorheen) | steenkool         |          | 1913–1917 | 1917          | (in 1991/1992 afgebroken)           | afgebroken |
| F–I (voorheen) | aardgas           | 427 MW   |           | 1972–1973     |                                     | reserve    |
| K              | aardgas/steenkool | 791 MW   | 1979      | 1984          | 2019 (alleen het steenkoolgedeelte) | in gebruik |

## Externe link

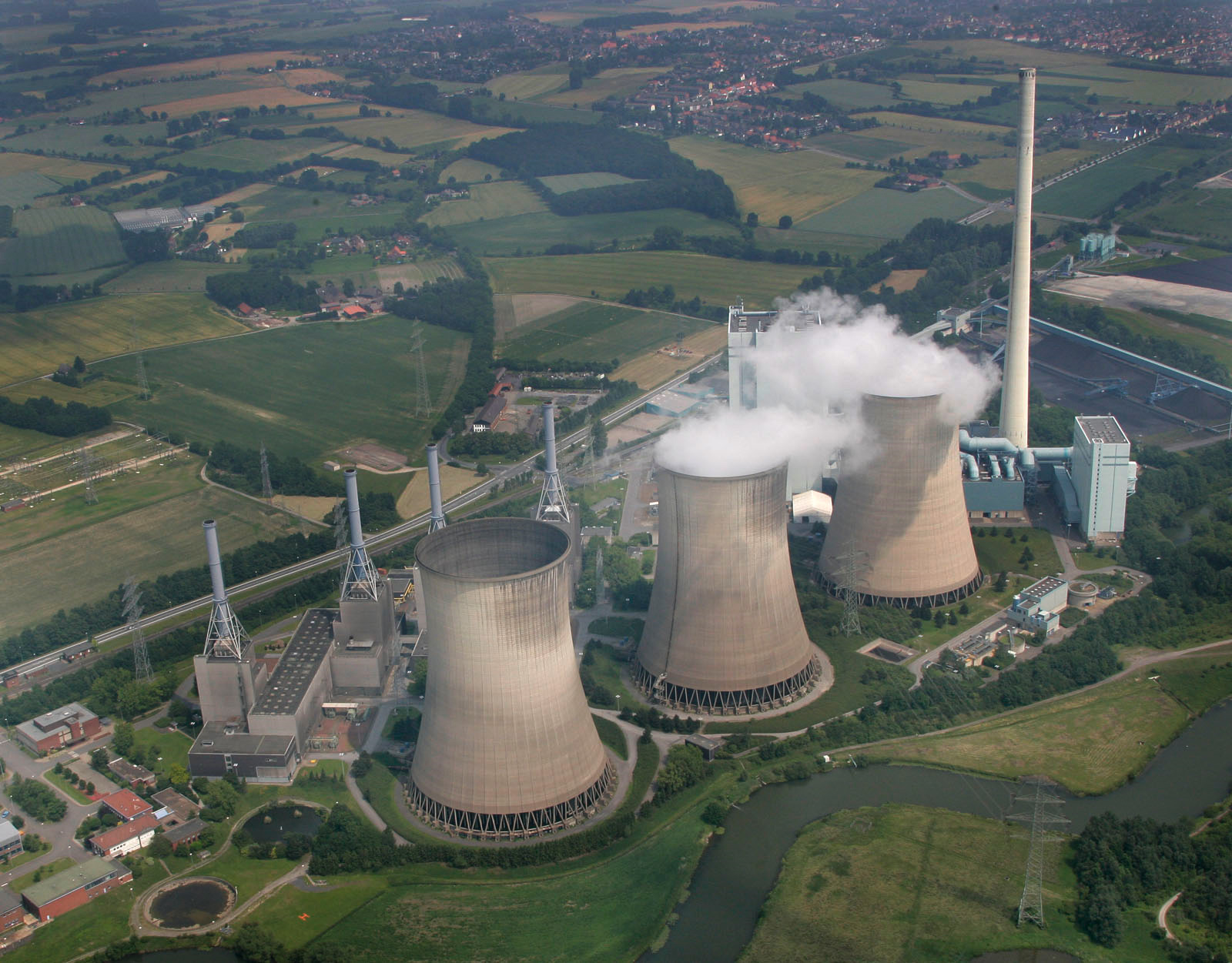
luchtfoto uit 2007
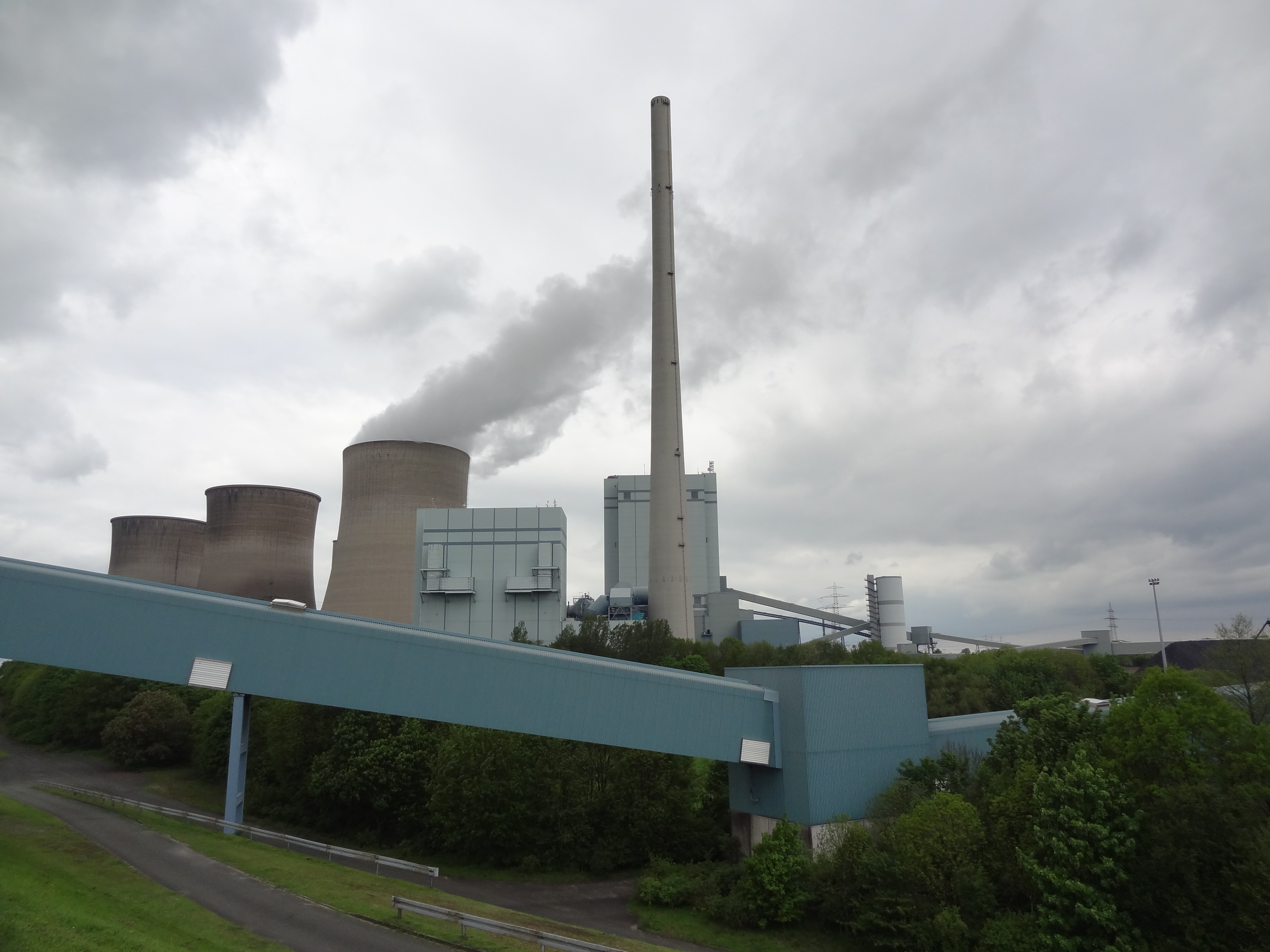
Een transportsysteem (blauw) vervoert steenkool van een haven aan het Datteln-Hammkanaal, over naastgelegen rivier de Lippe naar de centrale.